# Droga krajowa B27 (Niemcy)
Droga krajowa 27 (niem. Bundesstraße 27, B 27) – niemiecka droga krajowa przebiegająca z północy na południe z Blankenburga w Saksonii-Anhalcie przez Getyngę, Fuldę, Würzburg, Heilbronn, Stuttgart do granicy ze Szwajcarią koło Neuhaus am Randen i dalej za Szafuzą przez Jestetten i Lottstetten ponownie do granicy ze Szwajcarią w Badenii-Wirtembergii.
Droga krajowa 27a (niem. Bundesstraße 27a, B 27a). W ten sposób oznakowane są alternatywne przebiegi drogi.
- północna obwodnica dzielnicy Stuttgartu, Stammheim
- ulice Theodor-Heuss-Straße i Paulinenstraße w Stuttgarcie

## Ograniczenia
Od sierpnia 2005 fragment pomiędzy węzłem Friedland na autostradzie A38 do węzła Fulda-Nord na autostradzie A7 zamknięty został dla samochodów ciężarowych powyżej 12t.

## Trasy europejskie
Droga pomiędzy Bad Dürrheim a skrzyżowaniem z autostradą A864 jest częścią trasy europejskiej E531.

## Miejscowości leżące przy B27

### Saksonia-Anhalt
Blankenburg (Harz), Hüttenrode, Rübeland, Elbingerode (Harz), Rothenhütte, Elend.

### Dolna Saksonia
Braunlage, Bad Lauterberg im Harz, Herzberg am Harz, Gieboldehausen, Wollbrandshausen, Ebergötzen, Waake, Getynga, Groß Schneen, Friedland.

### Hesja
Hebenshausen, Witzenhausen, Bad Sooden-Allendorf, Eschwege, Oetmannshausen, Wichmannshausen, Sontra, Cornberg, Asmushausen, Bebra, Blankenheim, Mecklar, Friedlos, Bad Hersfeld, Unterhaun, Sieglos, Odensachsen, Neukirchen, Rothenkirchen, Burghaun, Hünfeld, Marbach, Fulda, Rothemann.

### Bawaria
Motten, Kothen, Speicherz, Bad Brückenau, Oberleichtersbach, Untergeiersnest, Neuwirtshaus, Untererthal, Hammelburg, Weyersfeld, Höllrich, Heßdorf, Karsbach, Gössenheim, Eußenheim, Karlstadt, Himmelstadt, Zellingen, Thüngersheim, Veitshöchheim, Würzburg, Höchberg.

### Badenia-Wirtembergia
Tauberbischofsheim, Königheim, Schweinberg, Hardheim, Höpfling, Walldürn, Buchen (Odenwald), Heidersbach, Rittersbach, Elztal (Odenwald), Mosbach, Neckarzimmern, Gundelsheim, Offenau, Bad Friedrichshall, Neckarsulm, Heilbronn, Talheim, Lauffen am Neckar, Kirchheim am Neckar, Walheim, Besigheim, Bietigheim-Bissingen, Tamm, Ludwigsburg, Kornwestheim, Stuttgart, Leinfelden-Echterdingen, Filderstadt, Aichtal, Walddorfhäslach, Pliezhausen, Kirchentellinsfurt, Tybinga, Gomaringen, Dußlingen, Ofterdingen, Bodelshausen, Hechingen, Bisingen, Balingen, Endingen, Erzingen, Dotternhausen, Schömberg, Neukirch, Rottweil, Laufen, Deißlingen, Trossingen, Schwenningen, Bad Dürrheim, Donaueschingen, Hüfingen, Behla, Riedböhringen, Blumberg, Randen, Kommingen, Neuhaus am Randen.

## Historia
Wyznaczona w 1932 r. Reichsstasse 27 połączyła w jedną wiele historycznych dróg.

Blankenburg–Göttingen
Fragment między Blankenburgiem a Elbingerode oddano do użytku w 1837 r. jako Elbingeröder Straße. Część z Elbingerode do Bad Lauterberg oddano w 1860

Fulda–Hammelburg
Utwardzona droga zwana Abtsweg powstała tu między 1779 i 1785 rokiem i była stosunkowo szeroka. W latach 1898–1902 fragment koło Motten zastąpiono drogą bardziej krętą, ale o mniejszym wzniesieniu.

Würzburg–Stuttgart
Pierwsze fragmenty utwardzonej drogi między Würzburgiem i Wiesenbach zostały wybudowane na tej trasie w 1755 r. Droga była oznakowana jako Badeńska droga krajowa nr 3. Odcinek Heilbronn – Stuttgart powstał w 1737 roku i był pierwszą utwardzoną drogą w Wirtembergii.

Stuttgart-Szafuza
Droga zwana również Schweizer Straße, stanowiła ważny szlak komunikacyjny w ówczesnej Wirtembergii i dlatego jej rozbudowę ukończono już w XVIII wieku

## Linki zewnętrzne

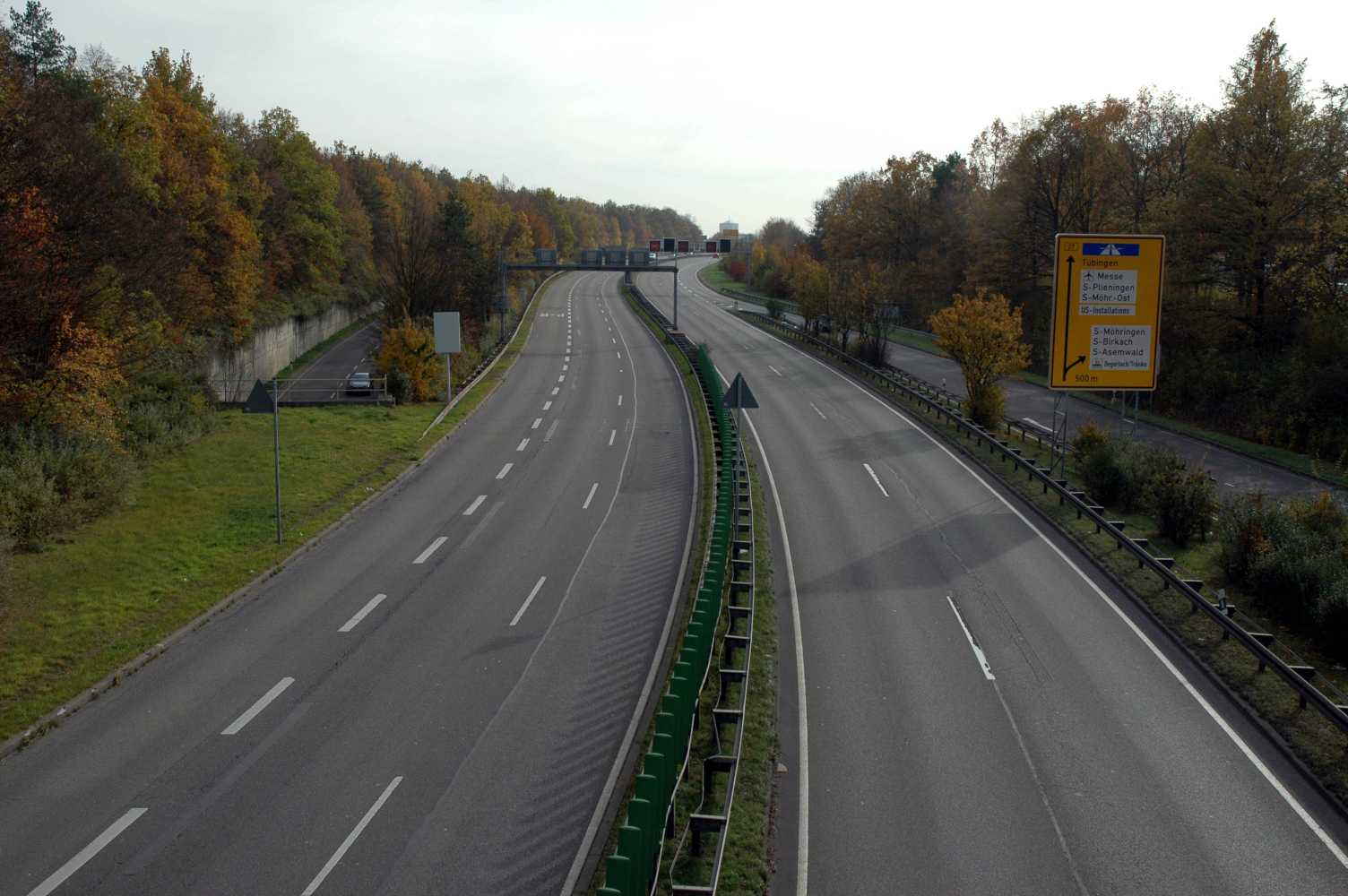
B27 w Stuttgarcie-Sonnenbergu
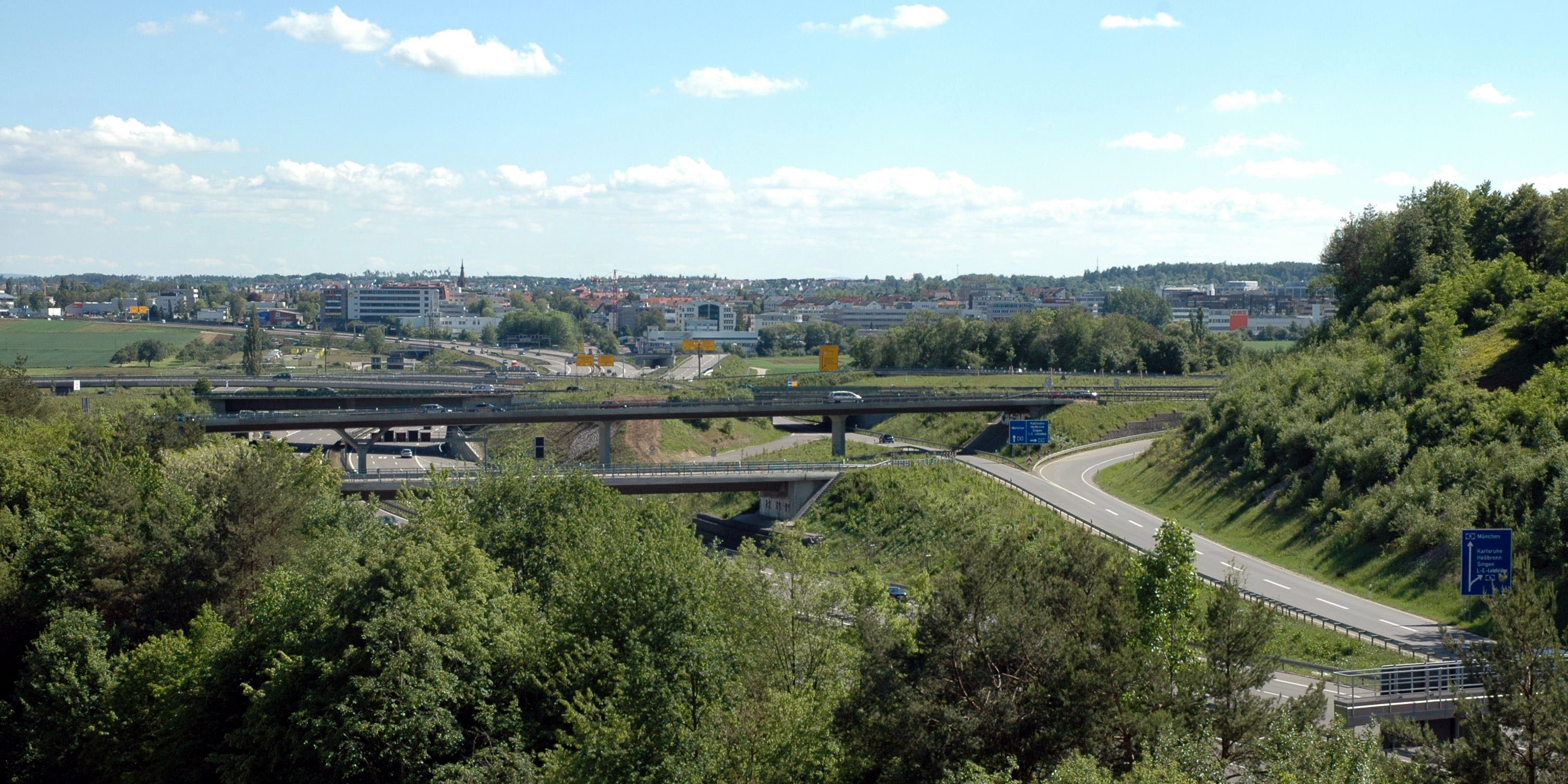
Skrzyżowanie z A8 koło Echterdingen